# Pablo Ervin Schmitz Simon

Wappen von Ervin Schmitz Simon

Pablo Ervin Schmitz Simon OFMCap (* 4. Dezember 1943 in Fond du Lac, Wisconsin, USA) ist ein US-amerikanischer Ordensgeistlicher und emeritierter römisch-katholischer Bischof von Bluefields.

## Leben
Pablo Ervin Schmitz Simon trat in die Ordensgemeinschaft der Kapuziner ein und empfing am 3. September 1970 das Sakrament der Priesterweihe. 
Am 22. Juni 1984 ernannte ihn Papst Johannes Paul II. zum Titularbischof von Elepla und bestellte ihn zum Weihbischof in Bluefields. Der Apostolische Nuntius in Nicaragua, Erzbischof Andrea Cordero Lanza di Montezemolo, spendete ihm am 17. September desselben Jahres die Bischofsweihe; Mitkonsekratoren waren der Erzbischof von Managua, Miguel Obando Bravo SDB, und der Apostolische Vikar von Bluefields, Salvador Albert Schlaefer Berg OFMCap. Am 28. Juli 1994 ernannte ihn Johannes Paul II. zum Apostolischen Vikar von Bluefields.
Mit der Erhebung des Apostolischen Vikariats zum Bistum Bluefields am 30. November 2017 durch Papst Franziskus wurde er dessen erster Diözesanbischof.
Vom 9. Januar 2020 bis zur Weihe des neuen Bischofs am 26. Juni 2021 war er zudem Apostolischer Administrator des vakanten Bistums Siuna.
Am 12. November 2020 nahm Papst Franziskus seinen altersbedingten Rücktritt als Bischof von Bluefields an.